# Dark Castle
Dark Castle è un videogioco a piattaforme ambientato in un tetro castello medievale, sviluppato da Silicon Beach Software per Apple Macintosh e pubblicato nel 1986, e successivamente per numerose altre piattaforme: Amiga, Apple IIGS, Atari ST, CD-i, Commodore 64, MS-DOS, Sega Mega Drive e in remake per cellulari J2ME e BREW. Le edizioni europee per computer sono della Mirrorsoft.
Di questo titolo sono stati realizzati due sequel: Beyond Dark Castle (1987) e Return to Dark Castle (2008).

## Trama
Quando il malvagio Cavaliere Nero minaccia i suoi cittadini, il principe Duncan decide di rovesciare il suo trono, avventurandosi all'interno del suo castello, zeppo di nemici e di trappole.
Il gioco si apre con la schermata del titolo, che mostra il castello e una tempesta in lontananza.

## Modalità di gioco
Le capacità del personaggio sono quelle tipiche del genere platform bidimensionale: Duncan può infatti saltare, correre, salire su scale e funi, e chinarsi. L'unica arma a sua disposizione è una pietra che può tirare contro i nemici, per ucciderli o stordirli; oltre a lanciare la pietra bisogna anche direzionare il braccio di Duncan in direzione del nemico che si vuole colpire. Alcuni sacchetti all'interno del castello aumenteranno il numero di pietre. Altri oggetti utili sparpagliati per il castello sono gli elisir, la cui funzione è quella di antidoto contro i morsi di ratti e pipistrelli (un elisir protegge da un solo morso).
Il gioco comincia nella Sala Grande (Great Hall), e subito al giocatore viene imposto di scegliere una fra le quattro porte presenti: la porta centrale conduce al Cavaliere Nero. La porta a destra è marcata col simbolo di uno scudo. Le due porte a sinistra accedono a differenti livelli, che variano casualmente da una partita all'altra. Il castello è suddiviso in 14 livelli appartenenti a 4 gruppi, tutti costituiti da una schermata fissa con struttura differente delle piattaforme.
- Porta a sinistra (solitamente): Trouble 1, Trouble 2, Trouble 3.
- Porta in alto a sinistra (solitamente): Fireball 1, Fireball 2, Fireball 3, Fireball 4.
- Porta di fronte: Black Knight 1, Black Knight 2, Black Knight 3.
- Porta a destra: Shield 1, Shield 2, Shield 3, Shield 4.

Per sconfiggere il Cavaliere Nero, Duncan deve raggiungerlo nella sala del trono e tirare quattro leve presenti nell'area, che rimuoveranno i sostegni sotto il trono, facendo precipitare il cavaliere.
Il gioco può essere impostato su tre livelli di difficoltà; il più elevato, "Advanced", contiene più nemici (alcuni dei quali non presenti negli altri livelli) e altri contenuti esclusivi.
Duncan viene facilmente disorientato: quando cammina contro un muro o cade da una bassa altezza senza saltare rotea su sé stesso per qualche secondo, borbottando incoerentemente; in quelle condizioni è molto vulnerabile agli attacchi.
Cadere nei buchi sul pavimento non causerà la perdita di una vita, ma condurrà sempre Duncan a uno specifico livello (Trouble 3), dal quale è molto difficile uscire. Nei livelli di difficoltà più bassi questo è solo un ritardo, mentre nelle difficoltà più avanzate può rivelarsi utile per rifornirsi di pietre ed elisir.

## Conversioni
Nel 1987 venne distribuita la versione per MS-DOS, forse la più fedele all'originale per Macintosh, e introduce una grafica a colori a differenza di quella monocromatica del Macintosh, ma a risoluzione un po' più bassa.
Sempre nel 1987 vennero distribuite le versioni per Amiga, Atari ST e Commodore 64, e nel 1989 quella per Apple IIGS. Queste versioni sono molto simili all'originale, tranne per una risoluzione inferiore, una grafica a colori e alcuni comandi cambiati.
Nel 1991 Electronic Arts distribuì una versione del gioco per Sega Mega Drive. Questo porting è stato criticato poiché non rende giustizia alla versione originale, a causa dei controlli sciatti e di una grafica e un sonoro non al meglio delle possibilità della console.
Nel 1992 venne distribuita la versione per CD-i, dotata di una resa grafica e sonora eccellente, grazie alle potenzialità della console. Anche questa versione però venne in parte criticata per via dei controlli complicati.
Nel 2006 venne distribuita la versione per cellulari, sviluppata da Super Happy Fun Fun (che comprendeva anche Mark Stephen Pierce, uno dei due ideatori del gioco) e pubblicata da Bandai. La grafica è a colori e leggermente migliorata, il design dei livelli è leggermente diverso, e riprende alcune ambientazioni da Beyond Dark Castle.
Nel 2009 iniziò lo sviluppo di una versione per iPhone OS, ma non è mai stata distribuita.
Esistono giochi omonimi per MSX2 e per ZX Spectrum che non hanno niente a che vedere con questo.

## Colonna sonora
L'unico tema della colonna sonora è l'apertura della Toccata e fuga in Re minore di Johann Sebastian Bach, udibile solo nella schermata iniziale (tranne nella versione per Mega Drive, dove continua per tutto il gioco). 

## Remake
Nel 1994 la Delta Tao Software acquisì i diritti di pubblicazione di alcuni vecchi titoli della Silicon Beach, tra cui anche Dark Castle. Un nuovo team sviluppò un remake del gioco, distribuendolo nel 1998 col nome Color Dark Castle. Questa versione include una grafica migliorata e completamente a colori, e la sostituzione dell'acqua con della lava nei livelli Fireball 2 e Fireball 3. Viene inoltre introdotta la difficoltà "Novice", nella quale si possono saltare alcuni livelli, i nemici sono in numero inferiore e la meccanica di gioco è più semplice. Un'altra novità è la possibilità di salvare la partita.

## Accoglienza
Dark Castle fu accolto in modo molto variabile dalla critica, mediamente abbastanza positivo su Amiga e Macintosh, e particolarmente negativo nel caso della console Mega Drive.
Il gioco venne recensito sul numero 122 della rivista Dragon da Hartley e Patricia Lesser, che lo acclamarono definendolo «il più bel videogioco d'avventura arcade mai progettato per Macintosh - difatti, il miglior computer», e continuando affermando che «la grafica e le animazioni sono letteralmente stupende». Successivamente, sempre loro lo votarono 4/5.
La rivista Zzap! 22 giudicò molto positivamente (85%) le versioni a 16 bit, mentre furono più moderati i giudizi di Commodore Computer Club 57 per la versione Commodore 64 e di The Games Machine 56 per la versione CDi.